# Calliope (Hérodote)
Pour les articles homonymes, voir Calliope (homonymie).
Calliope est le nom traditionnellement donné au neuvième et dernier livre des Histoires d’Hérodote. Ce nom, celui de la Muse de la poésie épique, de même que la division de l’œuvre en neuf livres, n’a pas été établi par l’auteur lui-même. Attesté pour la première fois de manière formelle chez Lucien de Samosate (IIe siècle), il est probablement le fait des Alexandrins. Le livre, outre plusieurs digressions, fait le récit de la bataille de Platées (479) et continue le récit de la retraite des Perses hors de l’Hellade, avec la bataille du cap Mycale (479) et la prise de Sestos (479-478).